# Brave New World (filme de 1980)
Brave New World é um telefilme estadunidense  de 1980, do gênero ficção científica, dirigido por Burt Brinckerhoff, com roteiro de Robert E. Thompson e Doran William Cannon baseado no livro Admirável Mundo Novo, de Aldous Huxley.

## Enredo
Em uma sociedade futura, o amor é proibido mas, os relacionamentos sexuais casuais são encorajados. Existe um sistema de castas, geneticamente programado e mantido sob controle com o uso de uma droga que gera bem estar. Durante uma excursão, em uma reserva onde são mantidos os últimos humanos em estado natural, um deles é trazido até a cidade e acaba causando um conflito pois não aceita o ambiente controlado e selecionado que encontra.

## Elenco
- Julie Cobb.......Linda Lysenko
- Bud Cort.......Bernard Marx
- Keir Dullea.......Thomas Grambell
- Ron O'Neal.......Mustapha Mond
- Marcia Strassman....... Lenina Disney
- Kristoffer Tabori.......John Savage
- Dick Anthony Williams.......Helmholz Watson
- Jeannetta Arnette.......Dwightina
- Reb Brown.......Henry
- Peter Elbling.......Darwin Bonaparte